# 波马雷兹
波马雷兹（法語：Pomarez，法語發音：[pɔmaʁɛs]）是法国朗德省的一个市镇，位于该省南部偏西，属于达克斯区。

## 地名
该地名“Pomarez”发音为[pɔmaʁɛs]，字母“z”发音，《世界地名翻译大辞典》与《世界地名译名词典》将其误译作“波马雷”。

## 地理
波马雷兹（43°37'47"N, 0°49'45"W）面积30.57 平方千米，位于法国新阿基坦大区朗德省，该省份为法国西南部沿海省份，是法國本土面积第二大的省，北起吉倫特省，西临大西洋，南至大西洋比利牛斯省，东临热尔省，东北与洛特-加龍省接壤。
与波马雷兹接壤的市镇（或旧市镇、城区）包括：卡斯泰尔诺沙洛斯、卡斯泰勒萨拉赞、克莱蒙、栋扎克、埃斯蒂博、穆斯卡尔代斯、奥祖尔、蒂勒。
波马雷兹的时区为UTC+01:00、UTC+02:00（夏令时）。

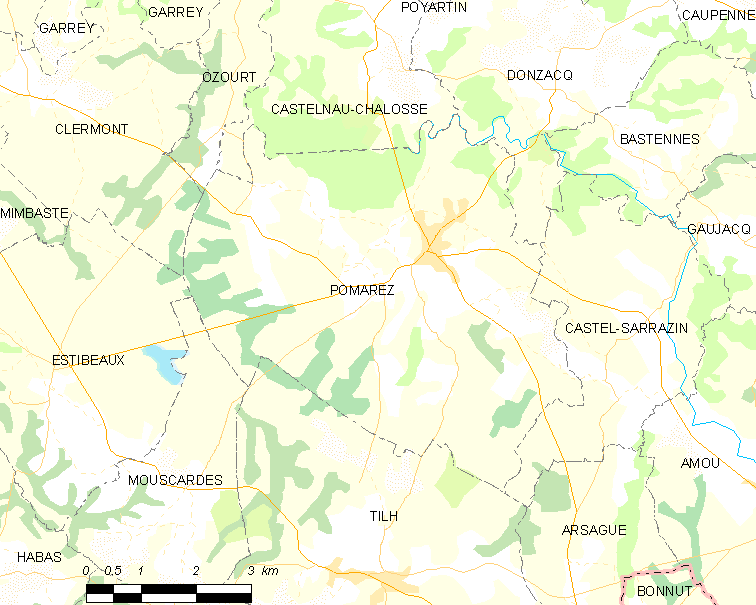
波马雷兹的OSM定位图

## 行政
波马雷兹的邮政编码为40360，INSEE市镇编码为40228。

## 政治
波马雷兹所属的省级选区为沙洛斯山坡县。

## 人口

1962-2008年间波马雷兹人口变化图示

波马雷兹于2022年1月1日时的人口数量为1605人。

## 交通
朗德省省道D3线、D7线、D15线、D336线、D370线和D430线在境内交汇。